# Raión de Ijevan
El raión de Ijevan es uno de los cuatro raiones que forman la provincia armenia de Tavush. Se encuentra en el centro de la provincia, con una población a fecha de 12 de octubre de 2011 de 47 874 habitantes.
Está formado por las siguientes localidades:
- Achajur 4258
- Acharkut 200
- Aghavnavank 337
- Aknaghbyur 509
- Aygehovit 3091
- Azatamut 2513
- Berkaber 465
- Ditavan 348
- Gandzakar 3434
- Geghatap 8
- Getahovit 2123
- Hovk 435
- Ijevan 21 081
- Kayan 309
- Khachardzan 352
- Khashtarak 1 771
- Kirants 352
- Lusadzor 671
- Lusahovit 364
- Sarigyugh 1226
- Sevkar 2193
- Nerik Tsaghkavan 532
- Vazashen 765
- Yenokavan 537[1]